# E16 (trasa europejska)
E16 – trasa europejska pośrednia. Długość trasy wynosi 710 km.

## Przebieg trasy
- Wielka Brytania
  - Irlandia Północna: Londonderry – Antrim – Belfast
  - Szkocja: Greenock – Paisley – Glasgow – Motherwell – Edynburg
- Norwegia: Bergen – Voss – Tunel Lærdal – Hønefoss

## Stary system numeracji
Do 1985 obowiązywał poprzedni system numeracji, według którego oznaczenie E16 dotyczyło trasy: Bratysława – Żylina – Czeski Cieszyn – Katowice – Piotrków – Łódź – Świecie – Gdańsk – Gdynia. Fragment trasy przebiegający przez Polskę nie miał wówczas oficjalnie osobnego numeru krajowego i był oznaczany jako droga międzynarodowa E16.

### Drogi w ciągu dawnej E16
Lista dróg opracowana na podstawie materiału źródłowego
| Czechosłowacka Republika Socjalistyczna | Słowacka Republika Socjalistyczna - droga nr 61: Bratysława – Senec – Trnava – Trenčín – Bytča - droga nr 18: Bytča – Žilina - droga nr 11: Žilina – Čadca Czeska Republika Socjalistyczna - droga nr 11: Čadca – Třinec – Český Těšín (granica z PRL)                                                                       |
| Polska                                  | droga E16: Cieszyn (granica z Czechosłowacją) – Pawłowice – Żory – Mikołów – Katowice – Sosnowiec – Będzin – Siewierz – Częstochowa – Piotrków Trybunalski – Łódź – Zgierz – Łęczyca – Krośniewice – Włocławek – Toruń – Stolno – Przechowo – Świecie – Warlubie – Gniew – Tczew – Pruszcz Gdański – Gdańsk – Sopot – Gdynia |

## Galeria

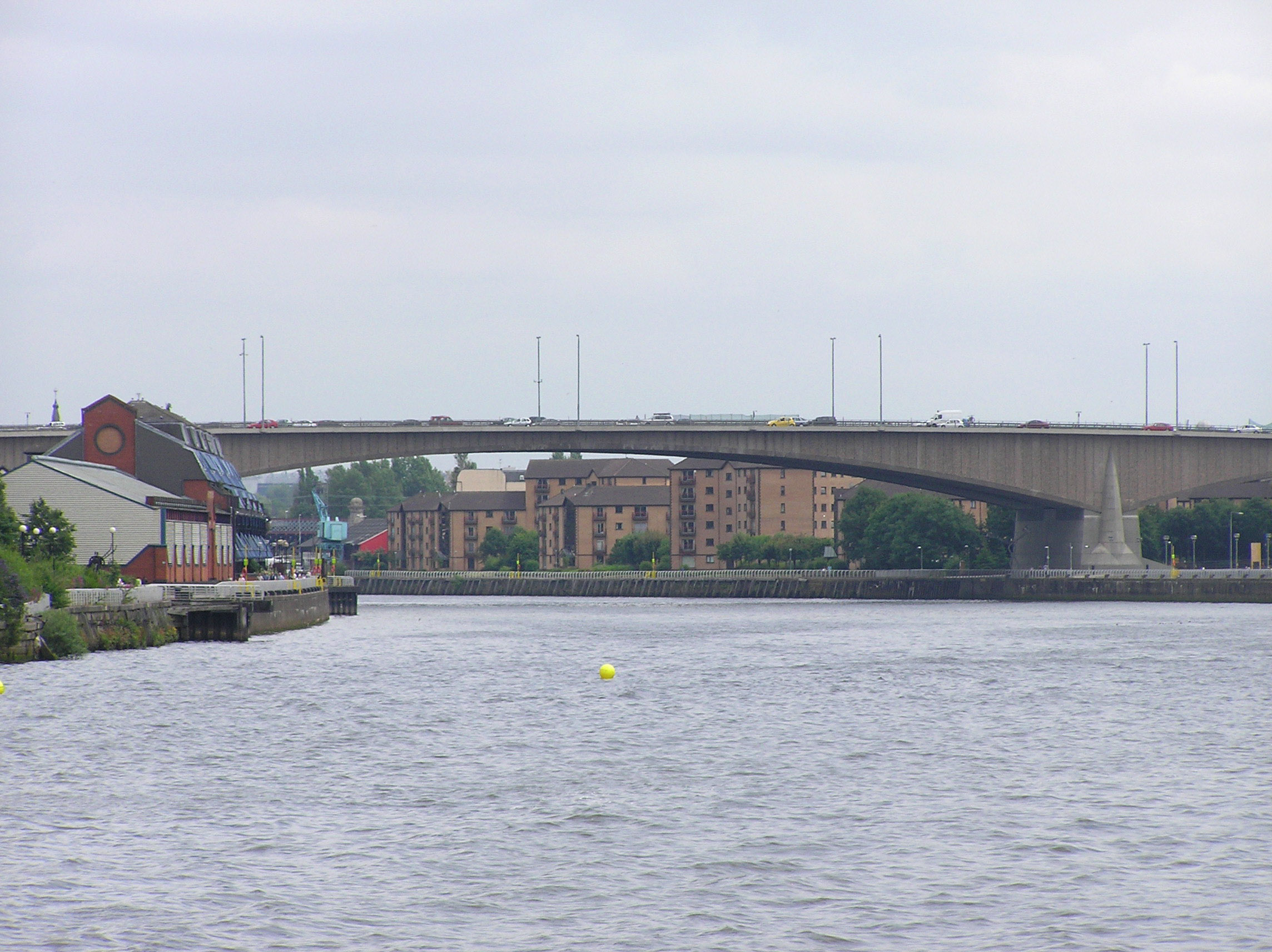
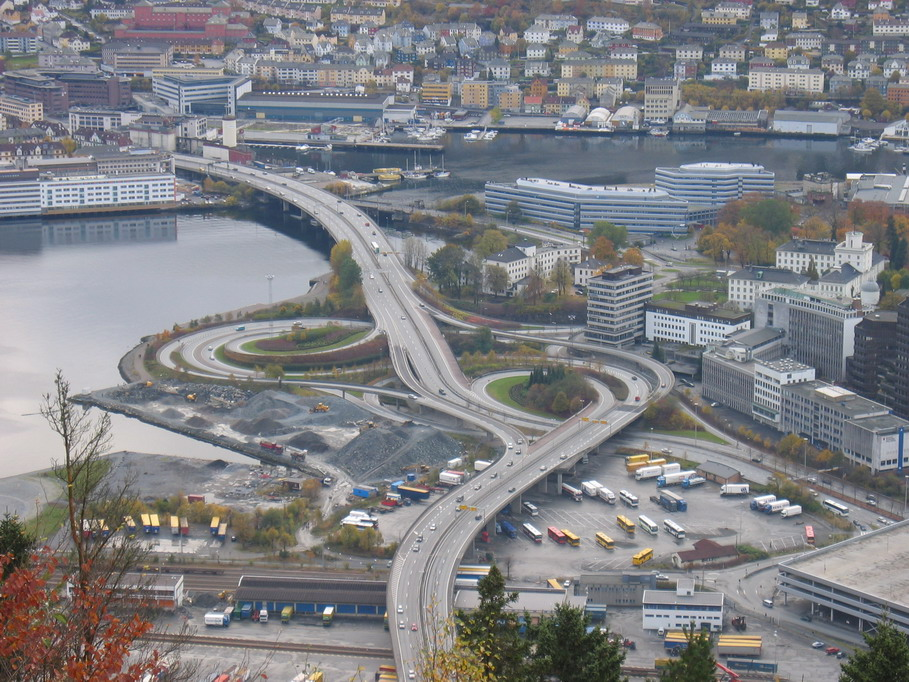
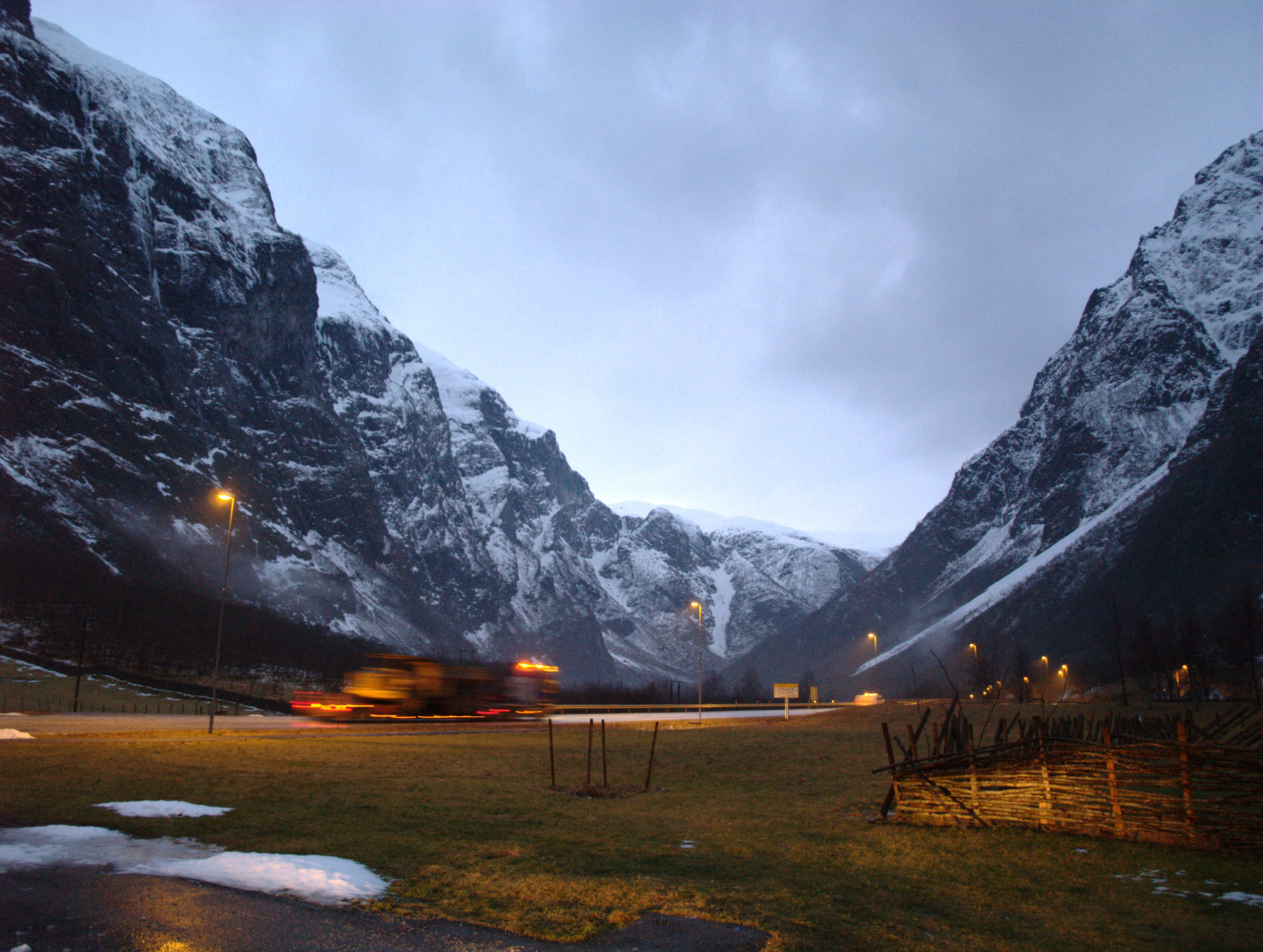
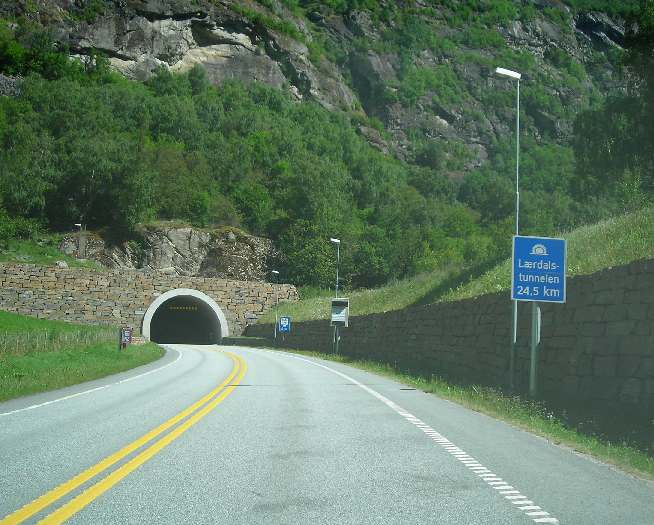
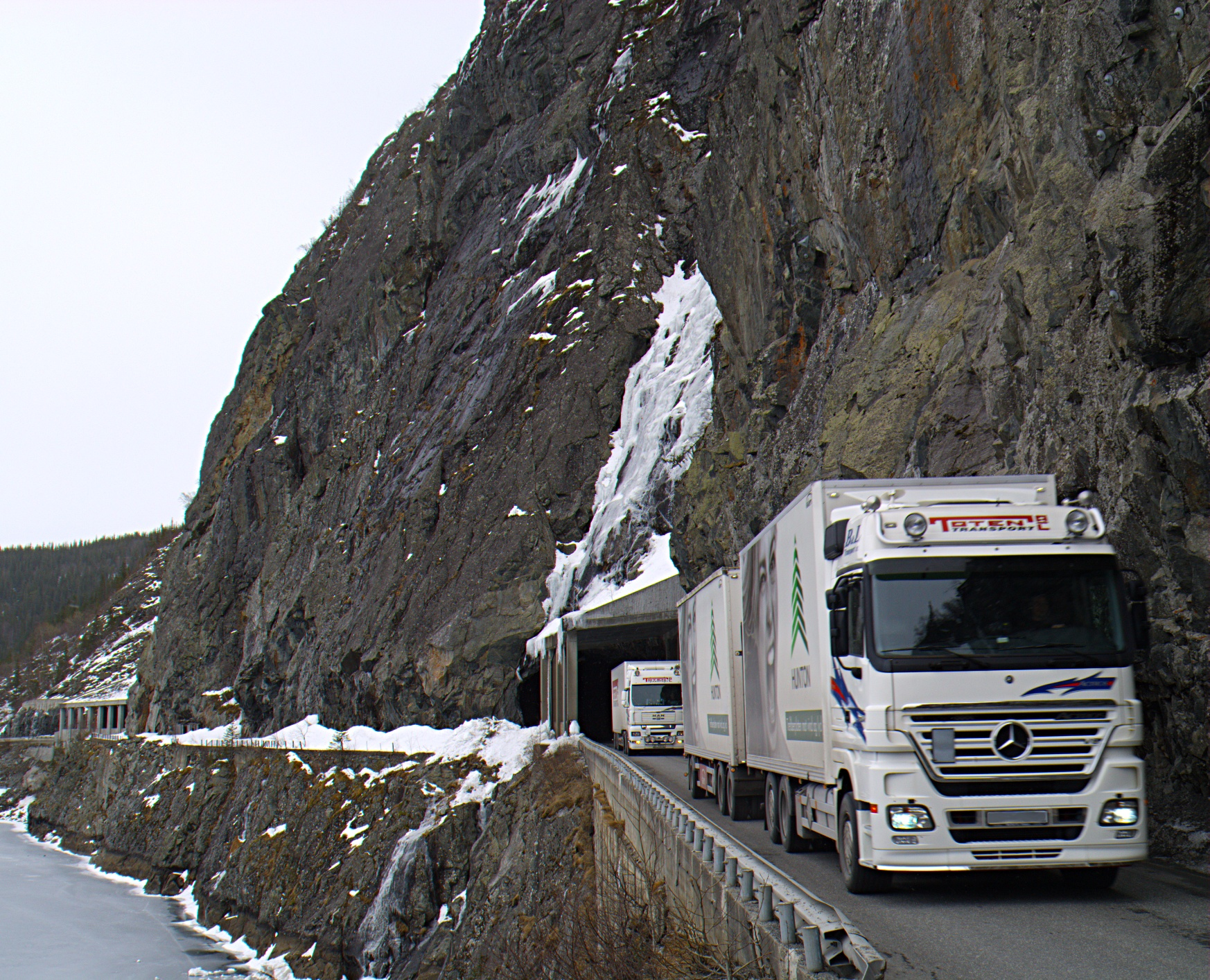
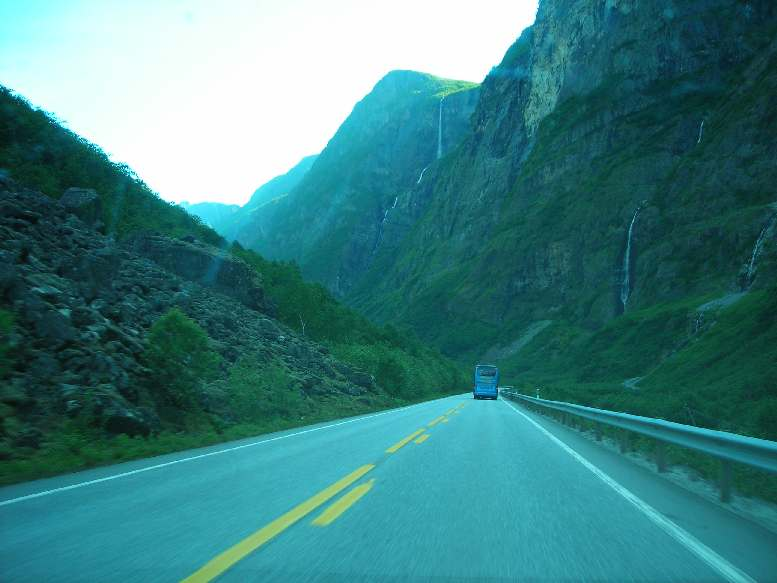